# 1950'erne
Århundreder: 19. århundrede – 20. århundrede – 21. århundrede
Årtier: 1900'erne 1910'erne 1920'erne 1930'erne 1940'erne – 1950'erne – 1960'erne 1970'erne 1980'erne 1990'erne 2000'erne
År: 1950 1951 1952 1953 1954 1955 1956 1957 1958 1959

## Begivenheder
- Bruce Heezen opdagede den Midtatlantiske ryg
- Koreakrigen 1950-53
- Josef Stalin døde i 1953
- Opstand i DDR i sommeren 1953
- Ungarnopstanden 1956
- Poliovaccine blev opfundet i USA
- USSR opsendte Sputnik.
- Fjernsyn erstattede radio som det dominerende massemedium i de industrialiserede lande.
- IT-virksomheden Regnecentralen fremstillede den første danske computer DASK.
- 1950-53 VK-regering i Danmark med Erik Eriksen som statsminister og Ole Bjørn Kraft som udenrigsminister.
- I 1953 blev Danmarks gældende Grundlov indført, hvorved Landstinget blev afskaffet og kvindelig arvefølge til tronen blev mulig.

## Verdens ledere
- Josef Stalin
- Nikita Khrusjtjov
- Dwight D. Eisenhower
- Harry S. Truman
- Winston Churchill
- Anthony Eden
- Harold Macmillan
- Konrad Adenauer
- Charles de Gaulle
- René Coty
- Fidel Castro
- Mao Zedong
- Gamal Abdel Nasser
- David Ben-Gurion
- Francisco Franco
- Kim Il-sung

## Sportsidoler
- Garrincha
- Jake LaMotta
- Rocky Marciano
- Gunnar Nielsen – dansk løber med 2 verdensrekorder i mellemdistanceløb.
- Poul Pedersen – dansk landsholdsspiller
- Pelé
- Ferenc Puskás
- Alfredo di Stéfano

## Kunstnere
- Abbott og Costello
- Brigitte Bardot
- Chuck Berry
- Marlon Brando
- James Dean
- Ava Gardner
- Audrey Hepburn
- Alfred Hitchcock
- Buddy Holly
- Jerry Lewis
- Peter Malberg
- Dean Martin
- Groucho Marx
- Marilyn Monroe
- Paul Newman
- P. Ramlee
- Elvis Presley
- Little Richard
- Douglas Sirk
- James Stewart
- James Dean
- Elizabeth Taylor
- John Wayne